# Bani Tajaye
Bani Tajaye (auch: Bani Tajeye) ist ein Weiler im Arrondissement Zinder III der Stadt Zinder in Niger.

## Geographie
Der Weiler befindet sich nordwestlich des Stadtzentrums im ländlichen Gemeindegebiet von Zinder, der Hauptstadt der gleichnamigen Region Zinder. Zu den Nachbardörfern von Bani Tajaye zählen Sarkin Gabari im Südosten und Bani Agama im Westen.
Wie im gesamten Gemeindegebiet von Zinder herrscht das Klima der Sahelzone vor, mit einer durchschnittlichen jährlichen Niederschlagsmenge zwischen 300 und 400 mm.

## Bevölkerung
Bei der Volkszählung 2012 hatte Bani Tajaye 401 Einwohner, die in 86 Haushalten lebten.

## Wirtschaft und Infrastruktur
Es gibt eine Schule in der Siedlung.